# Gymnastik vid olympiska sommarspelen 2008
Tävlingarna i gymnastik vid olympiska sommarspelen 2008 ägde rum mellan den 9 och 24 augusti. Rytmisk gymnastik tävlade i Beigongda-hallen, redskapsgymnastik i Nationella inomhusstadion. Det hölls även en uppvisningsgala i Nationella inomhusstadion den 20 augusti.

## Medaljtabell
| Pl.    | Nation         | Guld | Silver | Brons | Totalt |
| ------ | -------------- | ---- | ------ | ----- | ------ |
| 1      | Kina           | 11   | 2      | 5     | 18     |
| 2      | USA            | 2    | 6      | 2     | 10     |
| 3      | Ryssland       | 2    | 0      | 2     | 4      |
| 4      | Rumänien       | 1    | 0      | 1     | 2      |
| 5      | Nordkorea      | 1    | 0      | 0     | 1      |
| 5      | Polen          | 1    | 0      | 0     | 1      |
| 7      | Kanada         | 0    | 2      | 0     | 2      |
| 7      | Japan          | 0    | 2      | 0     | 2      |
| 9      | Belarus        | 0    | 1      | 1     | 2      |
| 9      | Frankrike      | 0    | 1      | 1     | 2      |
| 9      | Tyskland       | 0    | 1      | 1     | 2      |
| 12     | Kroatien       | 0    | 1      | 0     | 1      |
| 12     | Sydkorea       | 0    | 1      | 0     | 1      |
| 12     | Spanien        | 0    | 1      | 0     | 1      |
| 15     | Ukraina        | 0    | 0      | 2     | 2      |
| 15     | Uzbekistan     | 0    | 0      | 2     | 2      |
| 17     | Storbritannien | 0    | 0      | 1     | 1      |
| Totalt | Totalt         | 18   | 18     | 18    | 54     |

## Resultat

### Artistisk gymnastik

#### Herrar
| Gren                    | Datum      | Guld                                                                  | Silver                                                                                                  | Brons                                                                                         |
| Mångkamp, lag detaljer  | 12 augusti | Kina (CHN) Huang Xu Chen Yibing Li Xiaopeng Xiao Qin Yang Wei Zou Kai | Japan (JPN) Hiroyuki Tomita Takehiro Kashima Koki Sakamoto Makoto Okiguchi Kohei Uchimura Takuya Nakase | USA (USA) Raj Bhavsar Joe Hagerty Jonathan Horton Justin Spring Kai Wen Tan Alexander Artemev |
| Mångkamp, ind. detaljer | 14 augusti | Yang Wei Kina (CHN)                                                   | Kohei Uchimura Japan (JPN)                                                                              | Benoît Caranobe Frankrike (FRA)                                                               |
| Fristående detaljer     | 17 augusti | Zou Kai Kina (CHN)                                                    | Gervasio Deferr Spanien (ESP)                                                                           | Anton Golotsutskov Ryssland (RUS)                                                             |
| Räck detaljer           | 19 augusti | Zou Kai Kina (CHN)                                                    | Jonathan Horton USA (USA)                                                                               | Fabian Hambüchen Tyskland (GER)                                                               |
| Barr detaljer           | 19 augusti | Li Xiaopeng Kina (CHN)                                                | Yoo Won-Chul Sydkorea (KOR)                                                                             | Anton Fokin Uzbekistan (UZB)                                                                  |
| Bygelhäst detaljer      | 17 augusti | Xiao Qin Kina (CHN)                                                   | Filip Ude Kroatien (CRO)                                                                                | Louis Smith Storbritannien (GBR)                                                              |
| Ringar detaljer         | 18 augusti | Chen Yibing Kina (CHN)                                                | Yang Wei Kina (CHN)                                                                                     | Oleksandr Vorobiov Ukraina (UKR)                                                              |
| Hopp detaljer           | 18 augusti | Leszek Blanik Polen (POL)                                             | Thomas Bouhail Frankrike (FRA)                                                                          | Anton Golotsutskov Ryssland (RUS)                                                             |

#### Damer

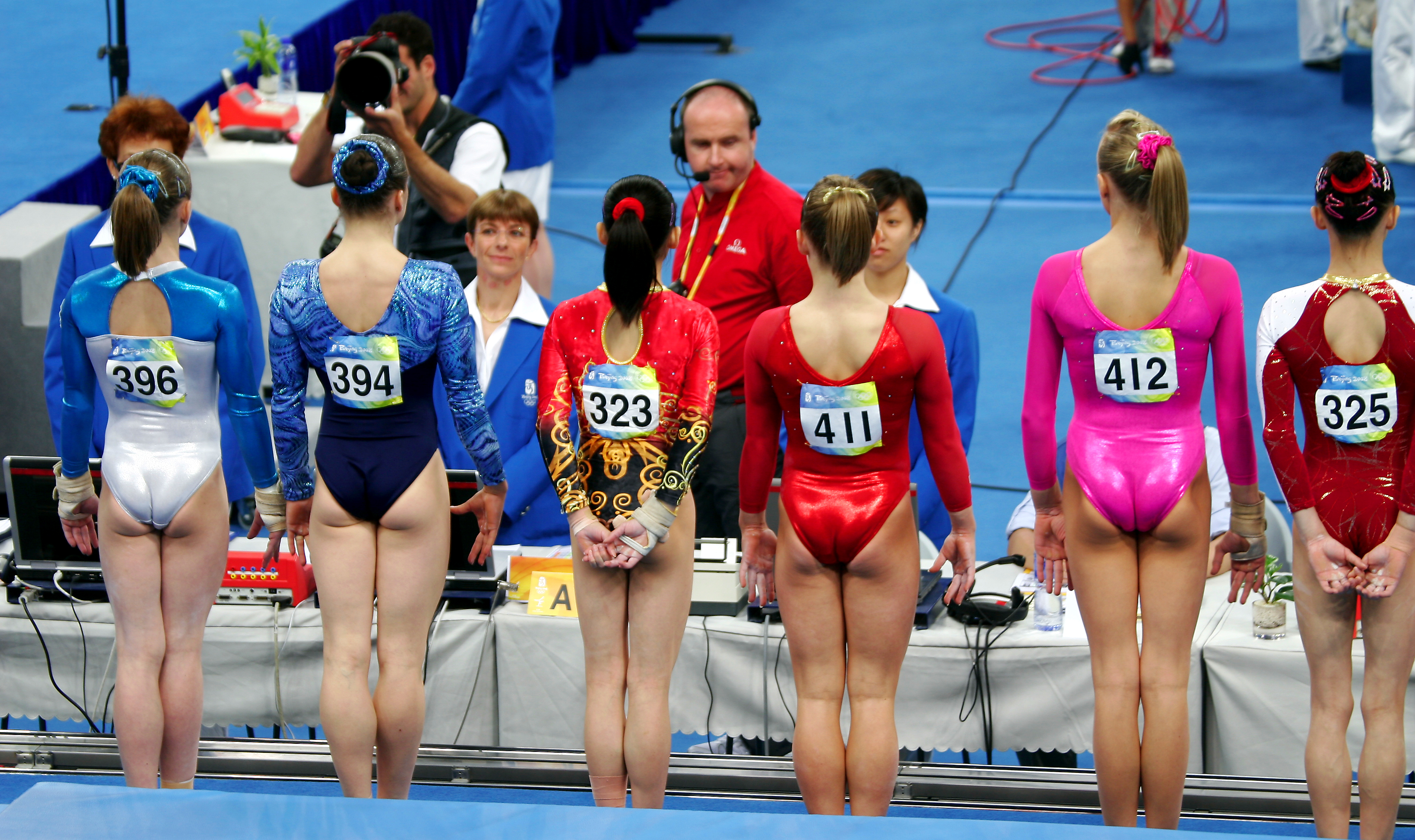
De sex finalisterna i damernas individuella mångkamp.

| Gren                    | Datum      | Guld                                                                          | Silver                                                                                               | Brons |
| Mångkamp, lag detaljer  | 13 augusti | Kina (CHN) Yang Yilin Cheng Fei Jiang Yuyuan Deng Linlin He Kexin Li Shanshan | USA (USA) Shawn Johnson Nastia Liukin Chellsie Memmel Samantha Peszek Alicia Sacramone Bridget Sloan | Rumänien (ROU) Andreea Acatrinei Gabriela Drăgoi Andreea Grigore Sandra Izbaşa Steliana Nistor Anamaria Tămârjan |
| Mångkamp, ind. detaljer | 15 augusti | Nastia Liukin USA (USA)                                                       | Shawn Johnson USA (USA)                                                                              | Yang Yilin Kina (CHN)                                                                                            |
| Bom detaljer            | 19 augusti | Shawn Johnson USA (USA)                                                       | Nastia Liukin USA (USA)                                                                              | Cheng Fei Kina (CHN)                                                                                             |
| Fristående detaljer     | 17 augusti | Sandra Izbaşa Rumänien (ROU)                                                  | Shawn Johnson USA (USA)                                                                              | Nastia Liukin USA (USA)                                                                                          |
| Barr detaljer           | 18 augusti | He Kexin Kina (CHN)                                                           | Nastia Liukin USA (USA)                                                                              | Yang Yilin Kina (CHN)                                                                                            |
| Hopp detaljer           | 17 augusti | Hong Un Jong Nordkorea (PRK)                                                  | Oksana Chusovitina Tyskland (GER)                                                                    | Cheng Fei Kina (CHN)                                                                                             |

### Rytmisk gymnastik
| Gren                  | Datum      | Guld | Silver                                                                         | Brons |
| Trupp detaljer        | 24 augusti | Ryssland (RUS) Margarita Alijtjuk Anna Gavrilenko Tatiana Gorbunova Elena Posevina Darja Sjkurihina Natalia Zueva | Kina (CHN) Cai Tongtong Chou Tao Lü Yuanyang Sui Jianshuang Sun Dan Zhang Shuo | Vitryssland (BLR) Olesya Babusjkina Anastasia Ivankova Ksenia Sankovitj Zinaida Lunina Glafira Martinovitj Alina Tumilovitj |
| Individuellt detaljer | 23 augusti | Jevgenija Kanajeva Ryssland (RUS)                                                                                 | Inna Zjukova Vitryssland (BLR)                                                 | Anna Bessonova Ukraina (UKR)                                                                                                |

### Trampolin
| Gren            | Datum      | Guld                   | Silver                      | Brons                             |
| Herrar detaljer | 19 augusti | Lu Chunlong Kina (CHN) | Jason Burnett Kanada (CAN)  | Dong Dong Kina (CHN)              |
| Damer detaljer  | 18 augusti | He Wenna Kina (CHN)    | Karen Cockburn Kanada (CAN) | Yekaterina Xilko Uzbekistan (UZB) |

### Fotnoter
1. ↑  The Official Website of the Beijing 2008 Olympic Games (12 juli 2008). ”Gymnastics Artistic - FIG releases Beijing Olympic competition schedule” (på engelska) (HTML). Arkiverad från originalet den 6 september 2008. https://web.archive.org/web/20080906210304/http://en.beijing2008.cn/news/sports/headlines/artisticgymnastics/n214449396.shtml. Läst 6 september 2008.
2. ↑  ”Sports-reference.com”. Arkiverad från originalet den 31 december 2008. https://web.archive.org/web/20081231183338/http://www.sports-reference.com/olympics/summer/2008/GYM/mens-team-all-around.html. Läst 9 december 2012.
3. ↑  ”Sports-reference.com”. Arkiverad från originalet den 31 december 2008. https://web.archive.org/web/20081231183322/http://www.sports-reference.com/olympics/summer/2008/GYM/mens-individual-all-around.html. Läst 9 december 2012.
4. ↑  ”2008 Summer Olympics: Artistic Gymnastics, Floor Exercise, Men” (på engelska). olympedia.org. https://www.olympedia.org/results/259964. Läst 12 mars 2021.
5. ↑  ”Sports-reference.com”. Arkiverad från originalet den 31 december 2008. https://web.archive.org/web/20081231184502/http://www.sports-reference.com/olympics/summer/2008/GYM/mens-horizontal-bar.html. Läst 9 december 2012.
6. ↑  ”2004 Summer Olympics Artistic Gymnastics Parallel Bars, Men” (på engelska). olympedia.org. https://www.olympedia.org/results/259970. Läst 21 juli 2020.
7. ↑  ”Sports-reference.com”. Arkiverad från originalet den 31 december 2008. https://web.archive.org/web/20081231183333/http://www.sports-reference.com/olympics/summer/2008/GYM/mens-pommelled-horse.html. Läst 9 december 2012.
8. ↑  ”Sports-reference.com”. Arkiverad från originalet den 31 december 2008. https://web.archive.org/web/20081231184507/http://www.sports-reference.com/olympics/summer/2008/GYM/mens-rings.html. Läst 9 december 2012.
9. ↑  ”Sports-reference.com”. Arkiverad från originalet den 11 februari 2009. https://web.archive.org/web/20090211055751/http://www.sports-reference.com/olympics/summer/2008/GYM/mens-horse-vault.html. Läst 9 december 2012.
10. ↑  ”Sports-reference.com”. Arkiverad från originalet den 10 augusti 2009. https://web.archive.org/web/20090810225224/http://www.sports-reference.com/olympics/summer/2008/GYM/womens-team-all-around.html. Läst 9 december 2012.
11. ↑  Sports-reference.com Arkiverad 20 oktober 2014 hämtat från the Wayback Machine.
12. ↑  ”Sports-reference.com”. Arkiverad från originalet den 22 augusti 2009. https://web.archive.org/web/20090822050903/http://www.sports-reference.com/olympics/summer/2008/GYM/womens-balance-beam.html. Läst 9 december 2012.
13. ↑  ”Sports-reference.com”. Arkiverad från originalet den 22 augusti 2009. https://web.archive.org/web/20090822050908/http://www.sports-reference.com/olympics/summer/2008/GYM/womens-floor-exercise.html. Läst 9 december 2012.
14. ↑  ”Sports-reference.com”. Arkiverad från originalet den 10 augusti 2009. https://web.archive.org/web/20090810225329/http://www.sports-reference.com/olympics/summer/2008/GYM/womens-uneven-bars.html. Läst 9 december 2012.
15. ↑  ”Sports-reference.com”. Arkiverad från originalet den 14 november 2009. https://web.archive.org/web/20091114030548/http://www.sports-reference.com/olympics/summer/2008/GYM/womens-horse-vault.html. Läst 9 december 2012.
16. ↑  ”Sports-reference.com”. Arkiverad från originalet den 14 augusti 2009. https://web.archive.org/web/20090814230520/http://www.sports-reference.com/olympics/summer/2008/RGY/womens-group.html. Läst 9 december 2012.
17. ↑  ”Sports-reference.com”. Arkiverad från originalet den 22 september 2009. https://web.archive.org/web/20090922055948/http://www.sports-reference.com/olympics/summer/2008/RGY/womens-individual.html. Läst 9 december 2012.
18. ↑  ”Trampolining at the 2008 Beijing Summer Games: Men's Individual” (på engelska). sports-reference.com. Arkiverad från originalet den 8 april 2010. https://web.archive.org/web/20100408025958/http://www.sports-reference.com/olympics/summer/2008/TMP/mens-individual.html.
19. ↑  Sports-reference.com Arkiverad 3 november 2012 hämtat från the Wayback Machine.

### Webbkällor
- ”Resultat, Gymnastik”. Dagens Nyheter. 19 augusti 2008. Arkiverad från originalet den 20 januari 2014. http://archive.is/2014.01.20-044208/http://os2008.menmo.se/dn/osresultatext.html?sportId=959. Läst 5 september 2008.
- ”Resultat, Rytmgymnastik”. Dagens Nyheter. 24 augusti 2008. Arkiverad från originalet den 2 december 2013. http://archive.is/2013.12.02-235659/http://os2008.menmo.se/dn/osresultatext.html?sportId=971&league=. Läst 5 september 2008.
- ”Resultat, Trampolin”. Dagens Nyheter. 24 augusti 2008. Arkiverad från originalet den 20 januari 2014. http://archive.is/2014.01.20-044213/http://os2008.menmo.se/dn/osresultatext.html?sportId=979&league=. Läst 5 september 2008.